# 97

97(구십칠)은 96보다 크고 98보다 작은 자연수다.

## 수학
- 25번째 소수(素數)다. 앞의 소수는 89, 다음 소수는 101이다.
  - 6번째 프로트 소수다. 앞의 프로트 소수는 41, 다음은 113이다.

({\displaystyle 97=3\times 2^{5}+1})
  - 가장 큰 두 자리 소수다.
- 피타고라스 삼조의 빗변의 길이이다. ({\displaystyle 65^{2}+72^{2}=97^{2}})[a]
- {\displaystyle 97=29+31+37}
  - 연속하는 세 소수(素數)의 합으로 나타낼 수 있으며, 이 성질을 지닌 앞의 수는 83, 다음 수는 109다.
- {\displaystyle 97=2^{4}+3^{4}=4^{2}+9^{2}}
  - 연속하는 두 자연수의 네제곱합으로 나타낼 수 있으며, 이 성질을 지닌 앞의 수는 17, 다음 수는 337이다.

## 과학
- 버클륨(Bk)의 원자번호.
- 천왕성의 자전축은 97도 기울어져 있다.
- NGC 97: 안드로메다자리 방향에 있는 타원은하.

## 교통
- 국도 제97호선
  - 미국 97번 국도(영어판)
  - 이란 97번 국도: 호라산에라자비주 마슈하드에서 호라산에라자비주 테이바드(영어판)까지 이어지는 이란의 국도.
- 기타 도로
  - 97번 국가지원지방도: 제주특별자치도 서귀포시 표선면에서 제주시 건입동까지 이어지는 대한민국의 국가지원지방도. 제주특별자치도의 유일한 국가지원지방도다.
  - 현도 제97호선

## 군사
- 97식 중전차 치하
- 97식 함상공격기
- U-97: 독일의 군용 잠수함. 제1차 세계 대전에 사용된 1917년제 모델(영어판)과 제2차 세계 대전에 사용된 1940년제 모델(영어판)이 있다.

## 문화유산
- 대한민국의 국보 제97호: 청자 음각연화당초문 매병
- 대한민국의 보물 제97호: 괴산 원풍리 마애이불병좌상
- 대한민국의 사적 제97호: 양산 신기리 산성

## 방송
- 지니 TV의 다문화 TV 채널 번호.
- B tv의 라이프타임 채널 번호.
- U+ TV의 CMC TV 채널 번호.
- LG헬로비전의 이벤트TV 채널 번호.
- B tv 케이블의 i 플레이 채널 번호.
- KT HCN의 HQ플러스 채널 번호.

## 기타
- 날짜: 9월 7일
- 연도: 97년, 기원전 97년